# Michaił Murawjow (eserowiec)

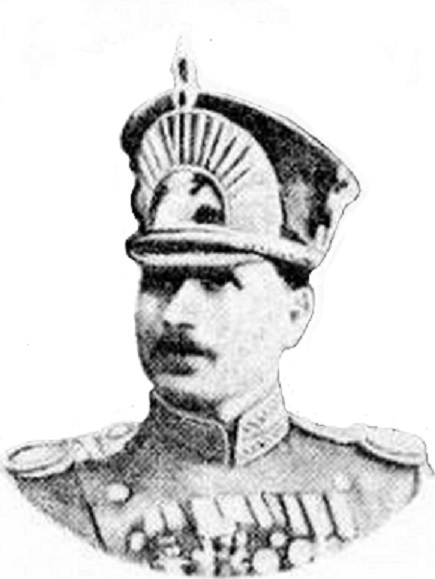
Michaił Murawjow w mundurze kapitana armii Imperium Rosyjskiego

Michaił Artiemjewicz Murawjow (ros. Михаил Артемьевич Муравьёв; ur. 13 września?/25 września 1880 we wsi Burdukowo w guberni kostromskiej, zm. 11 lipca 1918 w Symbirsku) – oficer Armii Imperium Rosyjskiego, podpułkownik, rewolucjonista (lewicowy eserowiec), dowódca oddziałów Czerwonej Gwardii i Armii Czerwonej.

## Życiorys
Należał do zwolenników frakcji lewicowej w partii socjalrewolucjonistów (eserowców) (lewicowi eserowcy). Po przewrocie bolszewickim współpracował z  bolszewikami. W listopadzie 1917 został mianowany przez bolszewików dowódcą Okręgu Wojskowego w Piotrogrodzie. Obronił Piotrogród przed armią generała Piotra Krasnowa. W styczniu/lutym 1918 dowodził oddziałami bolszewickimi skierowanymi na Ukrainę do walki z wojskami Ukraińskiej Republiki Ludowej. Po zajęciu Kijowa odpowiedzialny za masowe rozstrzeliwania w mieście, których ofiarą padło kilka tysięcy ludzi, w tym prawosławny metropolita kijowski i halicki Włodzimierz. W lutym/marcu 1918 głównodowodzący wojskami bolszewickimi marionetkowej Odeskiej Republiki Radzieckiej, aż do jej likwidacji w wyniku traktatu brzeskiego i okupacji Ukrainy przez wojska niemieckie i austro-węgierskie. 
13 czerwca 1918 mianowany na głównodowodzącego Frontu Wschodniego Armii Czerwonej, utworzonego wówczas przeciw wojskom Korpusu Czechosłowackiego. W nocy 9/10 lipca 1918 w Symbirsku, po otrzymaniu wiadomości o powstaniu lewicowych eserowców w Moskwie stanął na czele zbuntowanych przeciwko władzy bolszewików oddziałów w oparciu o radę symbirską, której przeważali lewicowi eserowcy. Opowiedział się za połączeniem z wojskami Korpusu Czechosłowackiego i wspólną walką z bolszewikami. Zginął w wymianie strzałów podczas próby aresztowania przez bolszewików w budynku rady.